# Susana Gallardo Torrededia
Susana Gallardo Torrededia, née le 2 décembre 1964 à Barcelone, est une millionnaire espagnole, héritière de l'entreprise pharmaceutique Almirall.

## Vie personnelle
Elle est née le 2 décembre 1964 à Barcelone. Elle est la fille de María Teresa Torrededía et d'Antonio Gallardo Ballart. Son grand-père Antonio Gallardo Carreras est le fondateur d'Almirall.
Elle a trois enfants : Gabriela, Alberto et Marta avec son mari Alberto Palatchi (es)le fondateur de Pronovias (es), 26e fortune d'Espagne,,.
En 2016, après son divorce avec Alberto Palatchi Ribera, elle quitte ses fonctions de vice-présidente de l'entreprise,.
Membre de la haute bourgeoisie barcelonaise, elle épouse l'homme politique franco-espagnol Manuel Valls le 14 septembre 2019,.

## Vie professionnelle
Susana Gallardo Torrededia étudie les sciences politiques et économiques à l'université d'Oxford et est diplômée en banque et finance de la City of London Polytechnic.
Elle est membre du conseil d'administration d'Abertis, Bank of California, CaixaBank et Criteria Corp,.

## Prise de position
Elle se fait connaître lors du référendum de 2017 sur l'indépendance de Catalogne pour sa position hostile à l'indépendance,,. Elle sort exceptionnellement de sa réserve habituelle et annonce dans une vidéo du 1er octobre 2017 avoir voté à 4 reprises pour discréditer les résultats du référendum.